# Марктбергель
Марктбергель (нім. Marktbergel) — торгова громада в Німеччині, розміщена в землі Баварія. Підпорядковується адміністративному округу Середня Франконія. Входить до складу району Нойштадт-на-Айші–Бад-Віндсгайм. Складова частина об'єднання громад Бургбернгайм.
Площа — 24,20 км2. Населення становить 1566 ос. (станом на 31 грудня 2020).